# 李昊 (足球运动员)
李昊（1974年6月25日—），男，湖北省武汉市人，中国足球运动员。

## 职业生涯
李昊出道于湖北武汉职业足球俱乐部，一直随队征战甲B、甲A、中甲和中超联赛，并担任队长职位。李昊最初场上位置是前锋，2000年征战甲B联赛时，李昊在与河南建业的比赛中，跟腱断裂致使休养一年之久。复出后因为队中锋线人满而该打后卫。2007赛季转会至中甲球队南昌八一衡源。
退役后，曾任原武汉俱乐部梯队教练。后又在2009年带领湖北康天队征战乙级联赛。李昊在2011年开始担任武汉卓尔副总经理、领队和新闻发言人等职位。

## 荣誉

### 俱乐部
武汉光谷
- 中国足球甲B联赛冠军 (1)：1997
- 中国足球甲级联赛冠军 (1)：2004
- 中国超级联赛杯冠军 (1)：2005